# 33e Film Independent Spirit Awards
De uitreiking van de 33e Film Independent Spirit Awards vond plaats op 3 maart 2018 in Santa Monica tijdens een ceremonie die werd gepresenteerd door Nick Kroll en John Mulaney. De genomineerden werden bekendgemaakt door actrices Lily Collins en Tessa Thompson op 21 november 2017.

## Winnaars en genomineerden
De winnaars staan bovenaan in vet lettertype.

### Beste film
- Get Out
  - Call Me by Your Name
  - The Florida Project
  - Lady Bird
  - The Rider

### Beste debuutfilm
- Ingrid Goes West
  - Columbus
  - Menashe
  - Oh Lucy!
  - Patti Cake$

### Beste regisseur
- Jordan Peele - Get Out
  - Sean Baker - The Florida Project
  - Jonas Carpignano - A Ciambra
  - Luca Guadagnino - Call Me by Your Name
  - Benny Safdie en Josh Safdie - Good Time
  - Chloé Zhao - The Rider

### Beste script
- Lady Bird - Greta Gerwig
  - Beatriz at Dinner - Mike White
  - Get Out - Jordan Peele
  - The Lovers - Azazel Jacobs
  - Three Billboards Outside Ebbing, Missouri - Martin McDonagh

### Beste eerste script
- The Big Sick - Emily V. Gordon en Kumail Nanjiani
  - Columbus - Kogonada
  - Donald Cried - Kris Avedisian, Kyle Espeleta en Jesse Wakeman
  - Ingrid Goes West - David Smith en Matt Spicer
  - Women Who Kill - Ingrid Jungermann

### Beste mannelijke hoofdrol
- Timothée Chalamet - Call Me by Your Name
  - Harris Dickinson - Beach Rats
  - James Franco - The Disaster Artist
  - Daniel Kaluuya - Get Out
  - Robert Pattinson - Good Time

### Beste vrouwelijke hoofdrol
- Frances McDormand - Three Billboards Outside Ebbing, Missouri
  - Salma Hayek - Beatriz at Dinner
  - Margot Robbie - I, Tonya
  - Saoirse Ronan - Lady Bird
  - Shinobu Terajima - Oh Lucy!
  - Regina Williams - Life and Nothing More

### Beste mannelijke bijrol
- Sam Rockwell - Three Billboards Outside Ebbing, Missouri
  - Nnamdi Asomugha - Crown Heights
  - Armie Hammer - Call Me by Your Name
  - Barry Keoghan - The Killing of a Sacred Deer
  - Benny Safdie - Good Time

### Beste vrouwelijke bijrol
- Allison Janney - I, Tonya
  - Holly Hunter - The Big Sick
  - Laurie Metcalf - Lady Bird
  - Lois Smith - Marjorie Prime
  - Taliah Lennice Webster - Good Time

### Beste cinematografie
- Call Me by Your Name - Sayombhu Mukdeeprom
  - The Killing of a Sacred Deer - Thimios Bakatakis
  - Columbus - Elisha Christian
  - Beach Rats - Hélène Louvart
  - The Rider - Joshua James Richards

### Beste montage
- I, Tonya - Tatiana S. Riegel
  - Good Time - Ronald Bronstein en Benny Safdie
  - Call Me by Your Name - Walter Fasano
  - The Rider - Alex O'Flinn
  - Get Out - Gregory Plotkin

### Beste internationale film
- A Fantastic Woman, Chili - Sebastián Lelio
  - BPM (Beats per Minute), Frankrijk - Robin Campillo
  - I Am Not a Witch, Verenigd Koninkrijk - Rungano Nyoni
  - Lady Macbeth, Verenigd Koninkrijk - William Oldroyd
  - Loveless, Rusland - Andrej Zvjagintsev

### Beste documentaire
- Faces Places
  - The Departure
  - Last Men in Aleppo
  - Motherland
  - Quest

### John Cassavetes Award
Deze prijs is voor de beste film gemaakt voor minder dan $500.000.
- Life and Nothing More
  - Dayveon
  - A Ghost Story
  - Most Beautiful Island
  - The Transfiguration

### Robert Altman Award
Deze prijs wordt gegeven aan de filmregisseur, de casting director en de cast.
- Mudbound
  - Regisseur: Dee Rees
  - Casting directors: Billy Hopkins en Ashley Ingram
  - Cast: Jonathan Banks, Mary J. Blige, Jason Clarke, Garrett Hedlund, Jason Mitchell, Rob Morgan en Carey Mulligan

## Films met meerdere nominaties
De volgende films ontvingen meerdere nominaties:
| Nominaties | Film                                      | Awards |
| ---------- | ----------------------------------------- | ------ |
| 6          | Call Me by Your Name                      | 2      |
| 5          | Get Out                                   | 2      |
| 5          | Good Time                                 |        |
| 4          | Lady Bird                                 | 1      |
| 4          | The Rider                                 |        |
| 3          | Columbus                                  |        |
| 3          | I, Tonya                                  | 2      |
| 3          | Three Billboards Outside Ebbing, Missouri | 2      |
| 2          | Beach Rats                                |        |
| 2          | Beatriz at Dinner                         |        |
| 2          | The Big Sick                              | 1      |
| 2          | The Florida Project                       |        |
| 2          | Ingrid Goes West                          |        |
| 2          | The Killing of a Sacred Deer              |        |
| 2          | Life and Nothing More                     | 1      |
| 2          | Oh Lucy!                                  |        |